# Вардзіа
Вардзіа (груз. ვარძია) — печерний монастирський комплекс XII–XIII століть на півдні Грузії, в Джавахеті. Видатна пам'ятка середньовічної грузинської архітектури. Розташований в Аспіндзському районі провінції Самцхе-Джавахеті, в долині річки Кури (Мткварі), приблизно за 70 км на південь від міста Боржомі, поблизу однойменного села.
Протягом 900 м уздовж лівого берега Кури в прямовисній стіні туфової гори Ерушеті (Ведмежа) висічено до 600 приміщень: церков, каплиць, житлових келій, комор, лазень, трапезних, казносховищ, бібліотек. Приміщення комплексу йдуть на 50 метрів углиб скелі і піднімаються на висоту у вісім поверхів. Збереглися потаємні ходи, що зв'язували приміщення, залишки водопроводу і зрошувальної системи.
В центрі монастиря розташований головний храм на честь Успіння Пресвятої Богородиці. Храм зального типу перекритий коробовим склепінням (на підпружних арках) і прикрашений пілястрами, на стінах — унікальні фрескові розписи (у тому числі зображення царя Георгія III та цариці Тамари, 1180-і, майстер Георгій). Велику історико-художню цінність мають фрески Успіння Божої Матері, Вознесіння Господнього і Преображення Господа нашого Ісуса Христа.

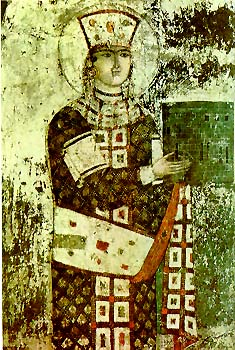
Фреска, що зображає царицю Тамару

Ансамбль монастиря Вардзіа був створений в основному в 1156–1205 роках, за правління Георгія III і його дочки цариці Тамари. Розташований на південно-західному кордоні Грузії, монастир-фортеця перекривав ущелину річки Кури для вторгнення іранців і турків з півдня. У ту пору всі приміщення монастиря були приховані скелею, з поверхнею їх з'єднували лише три підземні ходи, через які великі загони воїнів могли з'явитися абсолютно несподівано для ворога. В 1193–1195 роках, під час війни з турками-сельджуками, цариця Тамара перебувала зі своїм двором у Вардзіа.
Народна етимологія пояснює походження назви «Вардзіа» наступною легендою. Одного разу, коли цариця Тамара була ще маленькою дівчинкою, вона грала зі своїм дядьком в печерах тоді ще недобудованого монастиря. У якийсь момент чоловік втратив дитину з уваги в лабіринтах печер, і тоді малолітня Тамара крикнула: «Я тут, дядьку!» (груз. «აქ ვარ, ძია», «Ак вар, Дзіан!»). Цар Георгій III наказав зробити вигук своєї доньки назвою монастиря.
1283 року в Самцхе стався великий землетрус, в результаті якого від скелі відокремився і впав в Куру пласт породи товщиною до 15 метрів. До двох третин комплексу було зруйновано або сильно пошкоджено, багато приміщень оголилися. Таким чином, Вардзіа втратив оборонне значення. В кінці XIII — на початку XIV століть, у правління самцхійского князя Беки Джакелі, монастир відновлювався і добудовувався; зокрема, зовні була побудована дзвіниця.
У 1551 році монастир був захоплений і частково зруйнований військами перського шаха Тахмаспа, а в кінці XVI століття захоплений турками. Турецькі воїни заживо спалили хворих і знесилених ченців прямо в приміщенні головного храму монастиря. Цей акт жорстокості і варварства сприяв, однак, збереженню унікальних фресок храму — вони були законсервовані під товстим шаром кіптяви. Згодом шар кіптяви ріс завдяки вогнищам турецьких пастухів, що ховалися взимку в печерах монастиря.
1828 року Джавахетія була звільнена від турків  російськими військами. Через деякий час православними греками в Вардзіа було відновлено монастирське життя.
В радянську епоху чернецтво в Грузії було скасовано; 1938 року комплекс Вардзіа був оголошений музеєм-заповідником. В 1980-і роки Патріарх-Католикос Грузії Ілія II почав боротьбу за відродження чернечого життя в Вардзіа. В кінці 80-х він відслужив в монастирі першу Божественну Літургію. Нині Вардзіа є чинним монастирем, хоча братія куди менш численна, ніж у попередні століття.
У вересні 2004 року Міністерством культури, охорони пам'ятників і спорту Грузії було проведено комплекс робіт з реабілітації монастирського комплексу: відновлення відвідних систем, очищення верхньої скелі комплексу, заповнення небезпечних тріщин і зупинка процесу їх розширення, відновлення підпор, що утримують камені.
В даний час печерний монастир Вардзіа є однією з головних туристичних визначних пам'яток південної Грузії. В 2007 р. комплекс було включено до попереднього списку Всесвітньої спадщини ЮНЕСКО.

## Фотографії

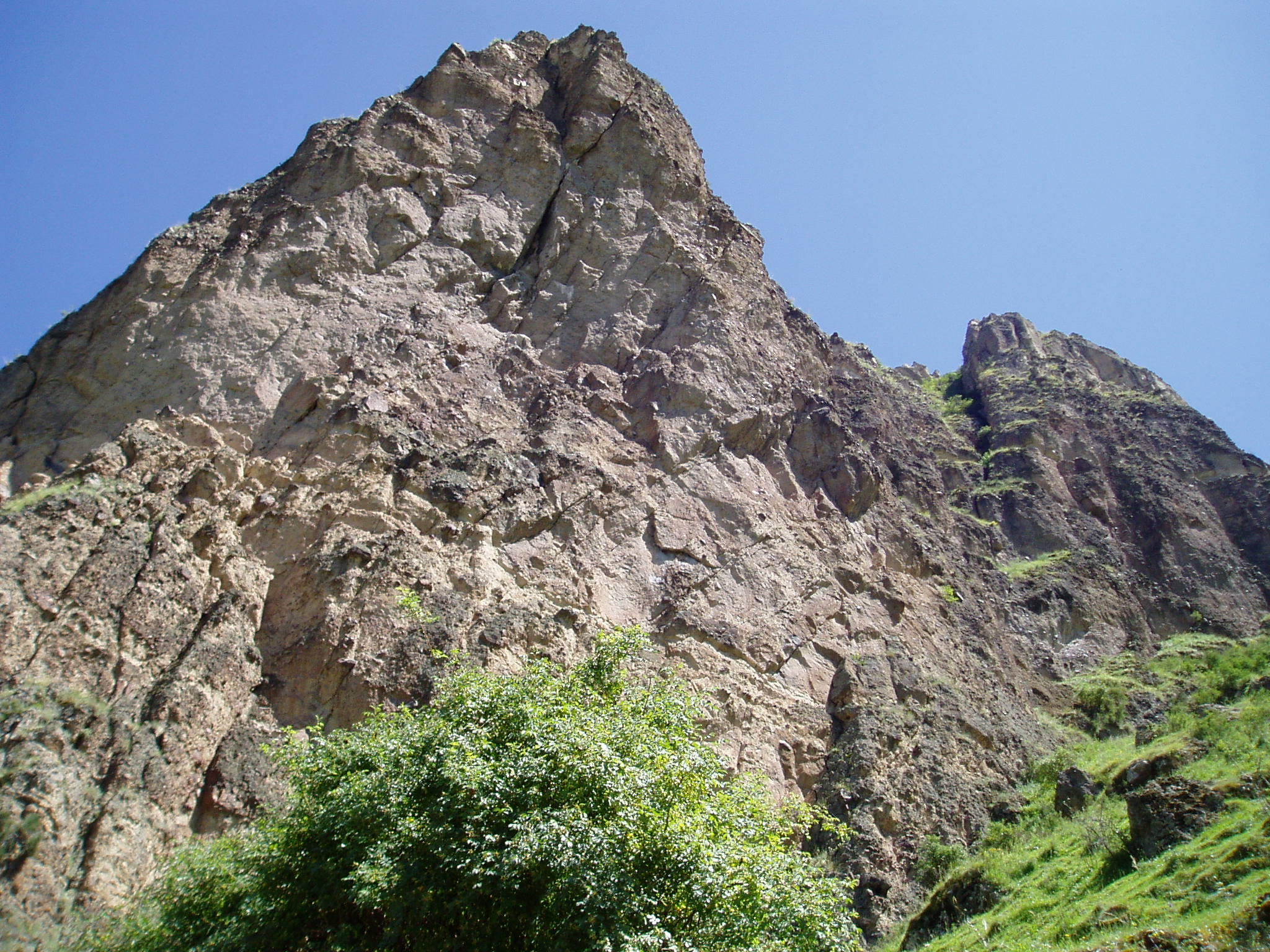
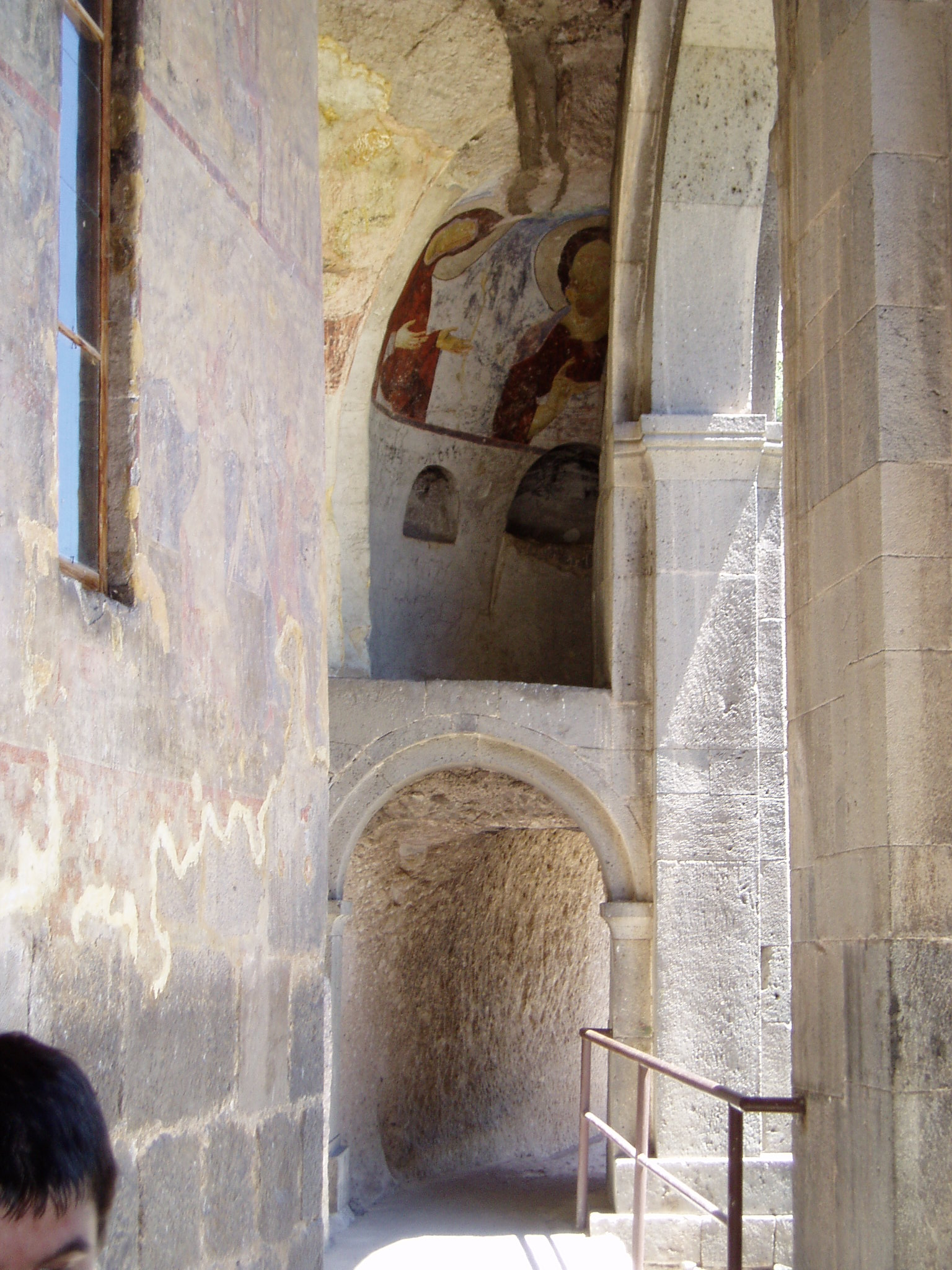
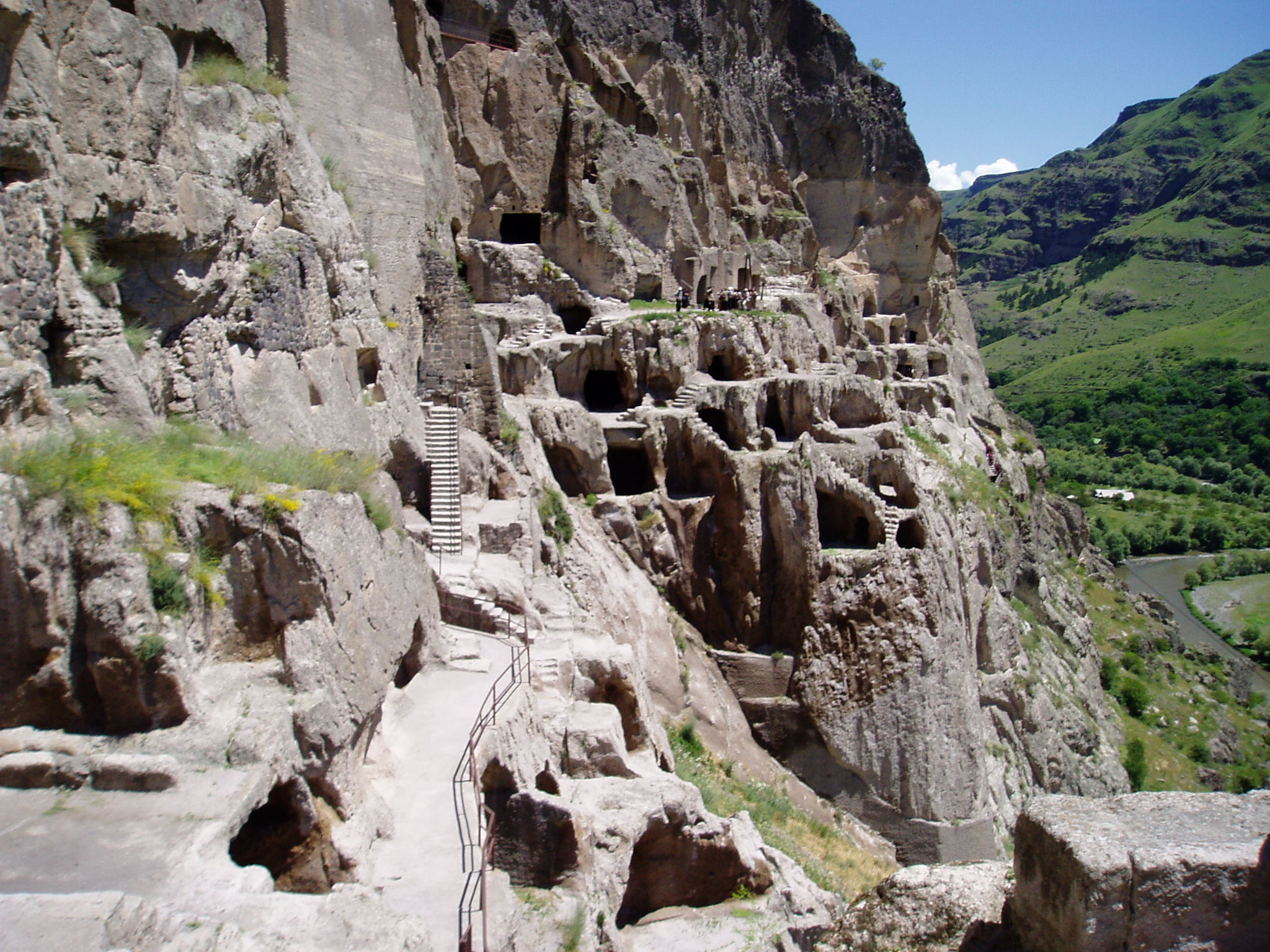
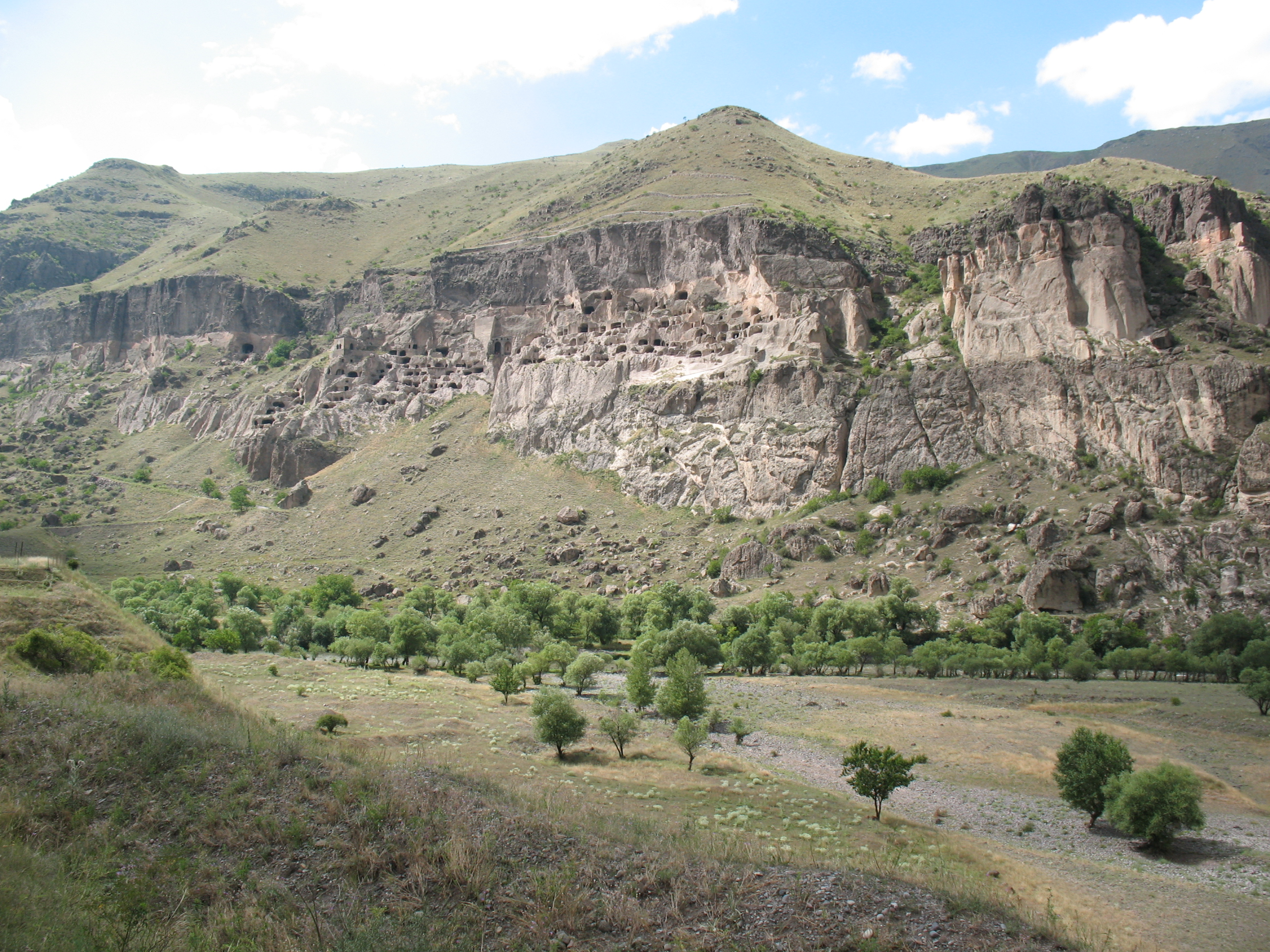
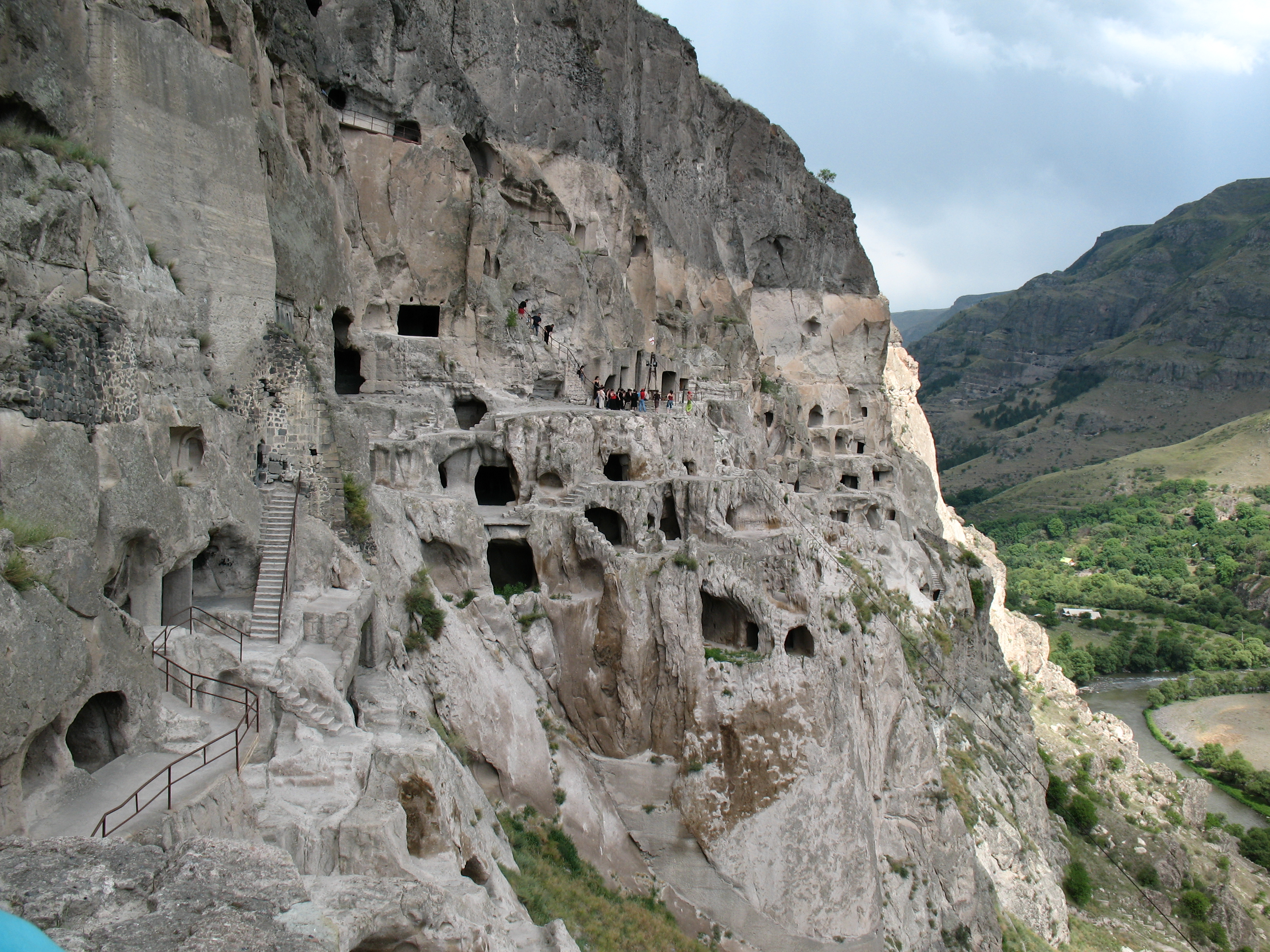
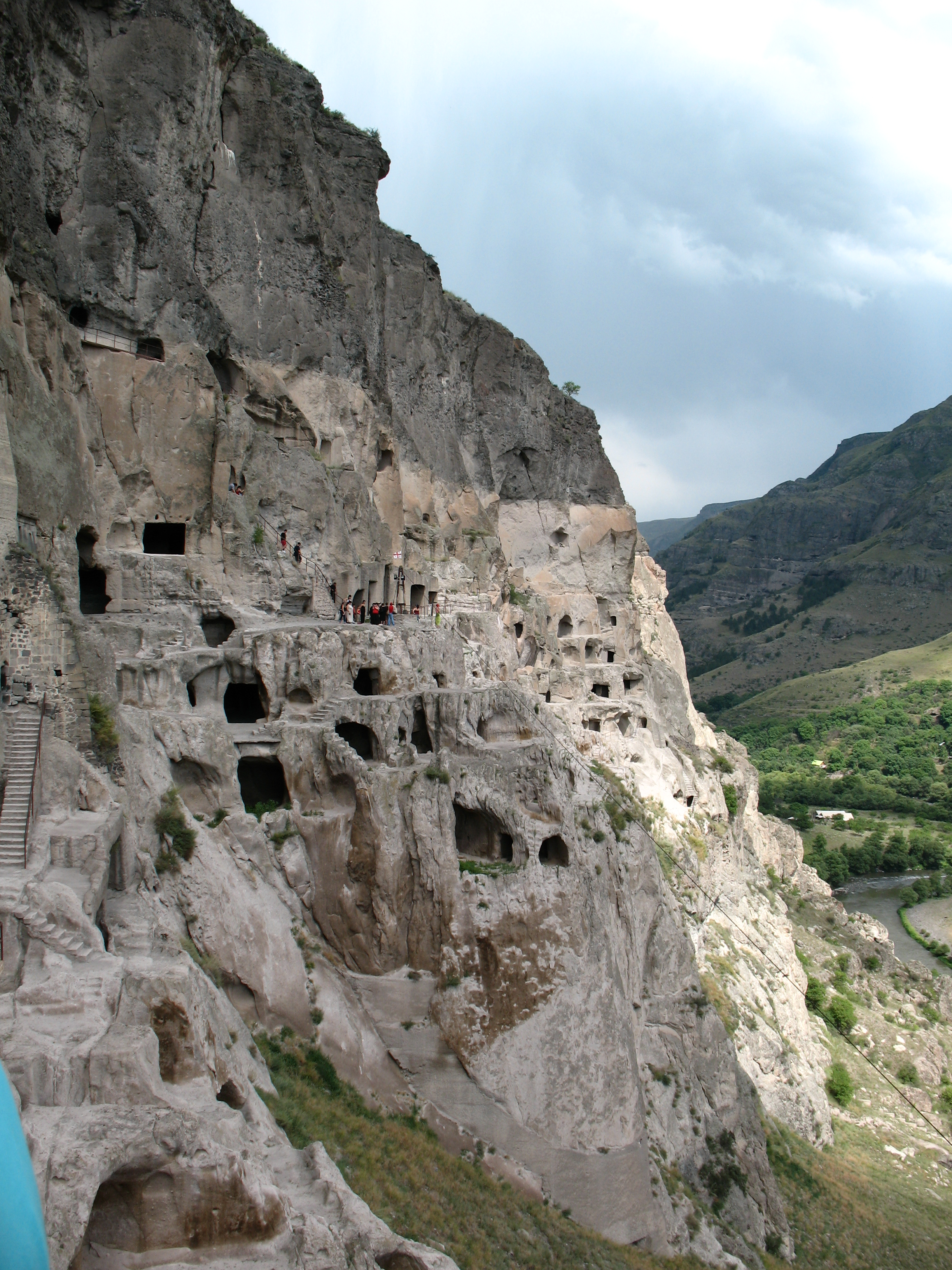
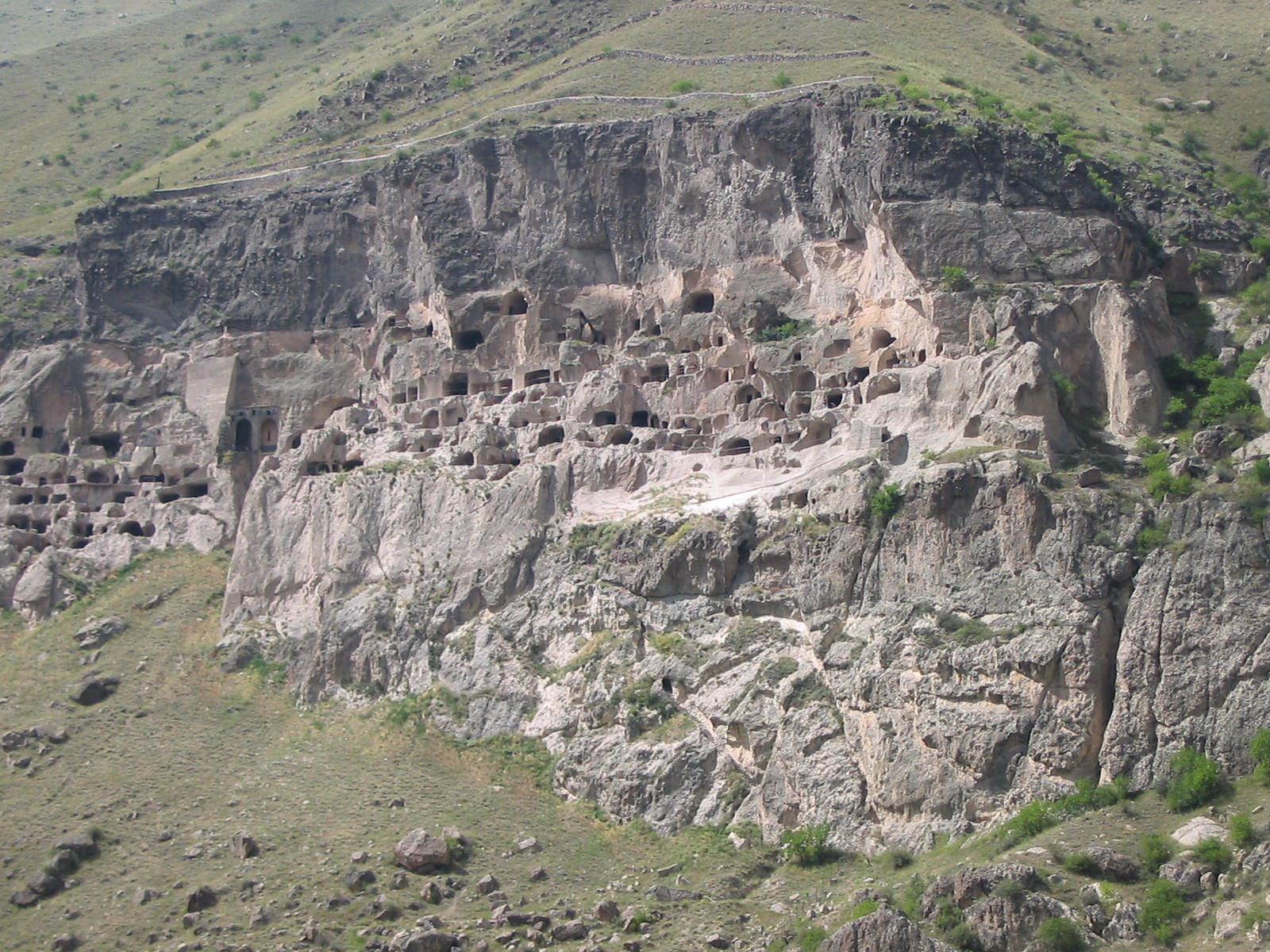
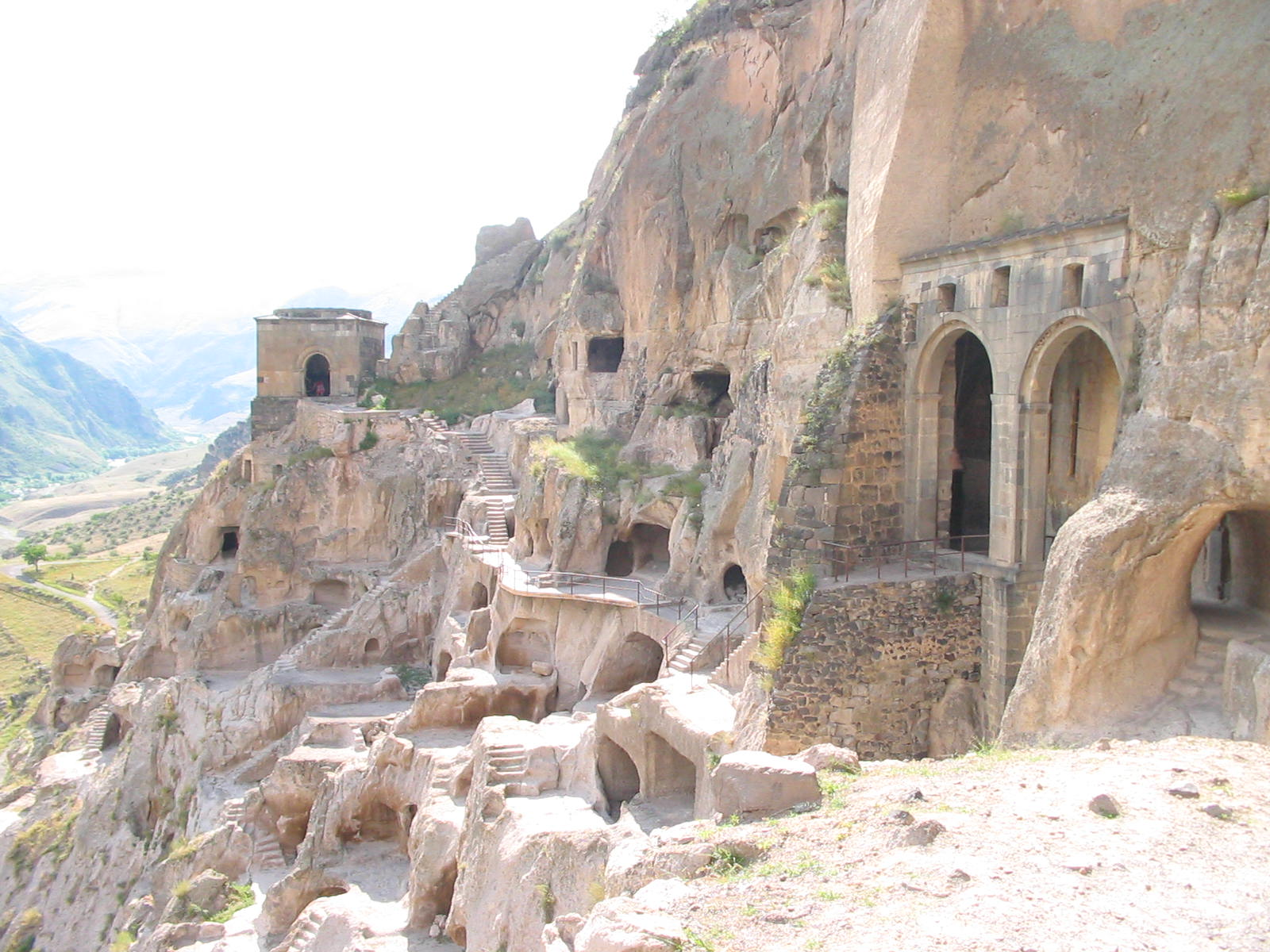
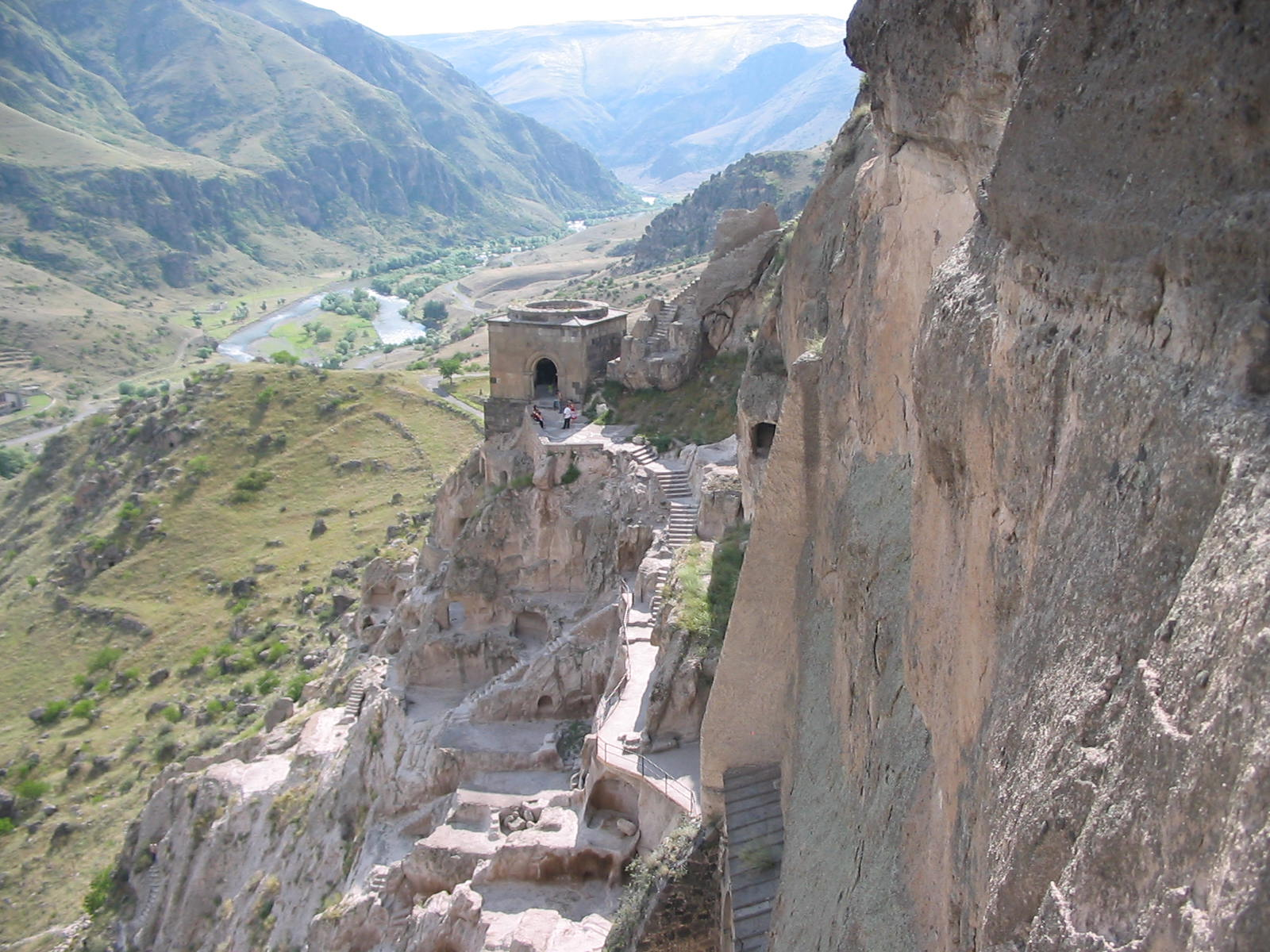

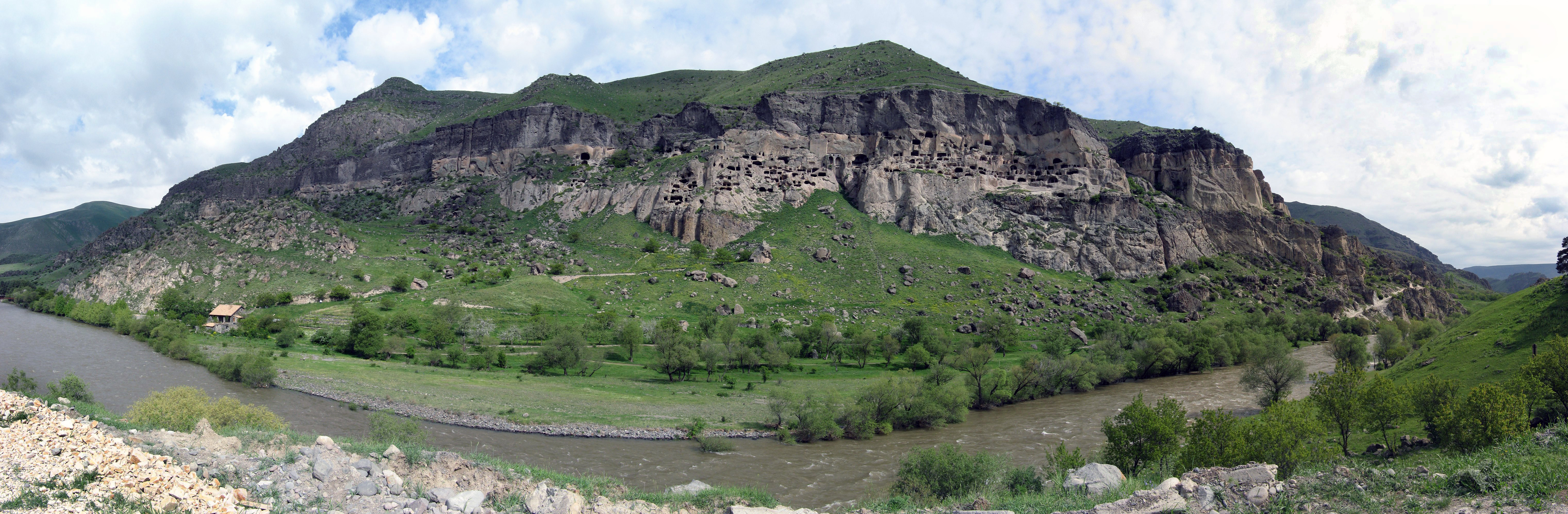
Печерний монастир Вардзіа (панорама)